# Tim Fransen
Tim Fransen (Amsterdam, 13 april 1988) is een Nederlands cabaretier, stand-upcomedian, schrijver en filosoof.
Fransen groeide op in het Amsterdamse Gaasperdam en is de winnaar van zowel de jury- als de publieksprijs van het AKF Stand-up Comedy Concours 2007. In 2010 won hij eveneens de jury- en de publieksprijs van het Amsterdams Studenten Cabaret Festival. In 2011 werd hij lid van de Comedytrain. Van zijn auditie is een fragment te zien in de documentaire Erop of eronder van Michiel van Erp.
De cabaretier studeerde de master wijsbegeerte aan de Universiteit van Amsterdam. Hij behaalde daar eerder de propedeuse Nederlands en de bachelor psychologie.
In 2013 schreef hij samen met collega Theo Maassen de oudejaarsconference Einde Oefening.
In 2014 won Fransen de jury- en publieksprijs van het Leids Cabaret Festival.
Op 27 juni 2016 maakt de Vereniging van Schouwburg- en Concertgebouwdirecties (VSCD) bekend dat Fransen met zijn debuutvoorstelling Het failliet van de moderne tijd was genomineerd voor de Neerlands Hoop, de prijs voor 'de meest belovende theatermaker(s) met het grootste toekomstperspectief'. Op 25 september 2016 werd bekend dat hij deze prijs had gewonnen. Zijn tweede voorstelling Het kromme hout der mensheid won op 1 oktober 2018 de Poelifinario in de categorie Engagement. De mens en ik, Fransens derde show, werd in 2022 met dezelfde prijs bekroond.

## Cabaretprogramma's
- 2014-2016: Het failliet van de moderne tijd
- 2018-2019: Het kromme hout der mensheid
- 2022: De mens en ik
- Vanaf 2024: Onbekommerd

## Bestseller 60
| Boeken met noteringen in de Nederlandse Bestseller 60 | Jaar van verschijnen | Datum van binnenkomst | Hoogste positie | Aantal weken | Opmerkingen                         |
| ----------------------------------------------------- | -------------------- | --------------------- | --------------- | ------------ | ----------------------------------- |
| Brieven aan Koos                                      | 2018                 | 03-10-2018            | 19              | 3            |                                     |
| Het leven als tragikomedie                            | 2019                 | 03-04-2019            | 1(2wk)          | 8            |                                     |
| In onze tijd                                          | 2024                 | 17-04-2024            | 2               | 10           | In 2025 bekroond met Socratesbeker. |

- Virtual International Authority File: 1938154015345309310003
- WorldCat: E39PBJhXdhwFP6V9Q7dvRdR3Qq